# Skjaldmö

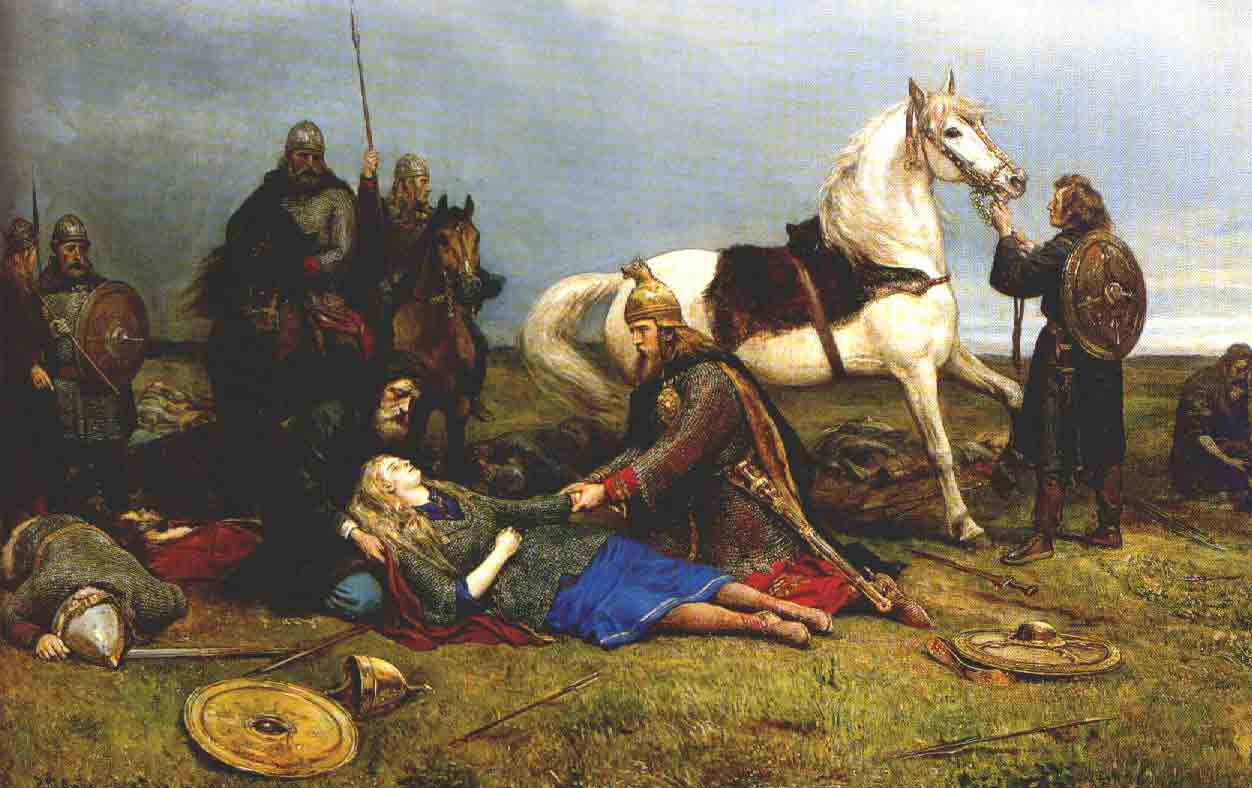
Uma skjaldmö morrendo contra os hunos. Pintura de Peter Nicolai Arbo.

Uma skjaldmö (skjaldmær em islandês, sköldmö em sueco), ou donzela escudeira, era uma mulher que costumava lutar com um escudo ao lado de guerreiros, na mitologia nórdica. São mencionadas com frequência nas sagas, como na Saga de Hervör e Feitos dos Danos.
De acordo com a enciclopédia sueca Nordisk familjebok, as skjaldmö aparecem também em histórias de outras nações germânicas: os godos, e as tribos dos cimbros e marcomanos. Elas foram a principal inspiração para as valquírias, e também a inspiração de J. R. R. Tolkien para a personagem Éowyn, chamada de "shieldmaiden of Rohan" (Escudeira de Rohan).